# Góra Chrzanowska
Góra Chrzanowska – wzgórze o wysokości 333 m n.p.m. Znajduje się w Jaworznie w dzielnicy Jaworzno Ciężkowice, na osiedlu Głaziec.